# 西藏人民起义日
西藏起義紀念日（英語：Tibetan Uprising Day，另稱西藏抗暴紀念日）定於每年3月10日。當日流亡藏人在世界各地纪念1959年西藏起義（中华人民共和国政府称之为“武装叛乱”，西藏流亡政府称之为“抗暴起义”）。在解放军炮击藏族反抗武装占据的羅布林卡后，达赖喇嘛和8万西藏人自此流亡印度。
中国政府称，事件的源头与权利分配和经济利益有很大关系，与中国要在西藏推行土地改革有关，因此冲突中对方并未得西藏下层人士支持；西藏流亡政府一方则不同意这种说法，认为起义是由于中国政府撕毁“十七条协议”、压迫西藏人所造成的，起义得到西藏僧俗各界的支持。西藏歷史學家茨仁夏加的著作指出，西藏貴族、喇嘛們3月10日當天都在解放軍總部接受解放軍款待，不可能策動起义。
西藏流亡政府宣称，十世班禅在1987年3月28日的人大小组会上发言时谈到：“1958年我在青海听到党内文件上说‘要挑起叛乱、压出叛乱，然后在平叛过程中，彻底解决宗教和民族问题’”，他们认为整个事件是中共以预谋的策略推动的，目的是借机彻底改变西藏社会。

## 由來
1959年3月，中国人民解放军西藏军区第一政委张经武邀請達賴喇嘛到西藏軍區看戲，藏族人有人相信“中共要毒殺達賴喇嘛”，遂於3月10日包圍達賴喇嘛的夏宮羅布林卡，勸阻達賴喇嘛赴約，並在大街上張貼海報、呼口號，要求所有的漢族人離開西藏。3月17日中国人民解放军炮击藏族反抗武装領有的羅布林卡，當天深夜達賴喇嘛離開拉薩，流亡印度。後來流亡藏族人將3月10日視為正式起義、反抗中共的日子，每年3月10日就舉辦活動紀念。

## 影响
一些国家或地区的地方政府和议会，曾签署法令或通过法案、声明，宣布定3月10日为“西藏日”（“圖博日”），对流亡西藏人给予帮助。以下是一张采取上述行动的政府的列表：
- 美国威斯康辛州政府及议会[13][14]
- 美国印第安纳州印第安纳波利斯市
- 中華民國高雄市[15]